# Kampereiland
Het Kampereiland (Nedersaksisch: Kampereilaand) is een Nederlands eiland in de monding van de IJssel bij Kampen, begrensd door de IJssel, het Kattendiep, het Ketelmeer, het Ramsdiep, het Zwarte Meer en het Ganzendiep. Het eiland is 3.000 ha groot. Het ligt in de Overijsselse gemeente Kampen.
In de 19e eeuw bestond het huidige Kampereiland uit drie eilanden: Kattenwaard, Raas-Pijperstaart en Binneneiland. De drie eilanden waren van elkaar gescheiden door het Rechterdiep en het Noorddiep. In de 20e eeuw kreeg het Kampereiland zijn huidige vorm. Het Rechterdiep werd gedempt, het Noorddiep werd bij de IJssel afgesloten, het Kattendiep werd gegraven en nieuwe inpolderingen op de Zuiderzee vonden plaats (Rechterveld, Willem Meijerpolder, Stikkenpolder en Zwartemeerpolder).
Het Kampereiland is agrarisch in gebruik (melkveehouderijen). Op het eiland wonen ongeveer 500 mensen. Er is een buurtschap met een kerk en een basisschool. Er is een camping en er zijn enkele recreatieve havens. Het Kampereiland is ontsloten met de Ganzensluis, de Eilandbrug en Ramspolbrug.

## Grondbezit Kampen
In 1363 schonk de bisschop van Utrecht Jan van Arkel de eilanden in de IJsselmonding aan de stad Kampen in ruil voor de rechten van de stad in de polder Mastenbroek. Kampen kreeg niet alleen de eilanden, maar ook het recht-van-aanwas. Uitbreidingen van de eilanden op de Zuiderzee waren daardoor ook eigendom van de stad. Door sedimentatie en actieve inpoldering breidde Kampen haar grondbezit in de loop der eeuwen sterk uit. Het uiteindelijke agrarische grondbezit van de gemeente bedroeg 5.000 ha. Het omvatte naast het Kampereiland, de Mandjeswaard (600 ha), de Pieper (200 ha), de Melm, Buitendijks en de polder Broeken en Maten. Ook het gehele bezit werd kortheidshalve wel aangeduid met het begrip "Kampereiland". De pachtinkomsten waren zodanig winstgevend dat de gemeente Kampen in de 19e eeuw geen belastingen meer hoefde te heffen. Dit zorgde in bedrijfsleven voor een gunstig vestigingsklimaat. Dit leidde onder andere tot de vestiging van de ThuK in Kampen. In oktober 2007 droeg de gemeente Kampen het eigendom van haar gehele bezit over aan Kampereiland Vastgoed NV. De gemeente is enig aandeelhouder. Het areaal was door stadsuitbreidingen inmiddels afgenomen tot 4.000 ha.

## Landschap
Het Kampereiland is onderdeel van het Nationaal Landschap IJsseldelta. Typerend voor het eiland is dat de oudere boerderijen op terpen zijn gebouwd. Dit was noodzakelijk omdat het eiland vóór de afsluiting van de Zuiderzee in 1932 bij een hoge waterstand regelmatig overstroomde. Langs het Kampereiland liggen in het Ketel- en Zwarte Meer rietvelden.

## Verkeer en vervoer
De provinciale weg 765 (Ramspol/IJsselmuiden) vormt de belangrijkste ontsluitingsweg voor Kampereiland. De buurtschap zelf ligt voor het grootste deel aan de Heultjesweg.
Het busvervoer voor Kampereiland wordt uitsluitend verzorgd door EBS. Op werkdagen rijdt er overdag iedere 30 minuten een bus in beide richtingen. Sinds augustus 2007 zijn de buslijnen verder uitgebouwd ter compensatie van het verdwijnen van de Hanzeliner.
Busdiensten via Kampereiland:
| Lijn | Route                             | Soort bus |
| ---- | --------------------------------- | --------- |
| 141  | Urk - Emmeloord - Ens - Kampen    | Streekbus |
| 641  | Zwolle - Kampen - Emmeloord - Urk | Schoolbus |

Bijgewerkt op 20 oktober 2017

## Evenementen
Op de laatste zaterdag van de noordelijke schoolvakvakantie wordt elk jaar rondom museumboerderij erf29 een oogstdag gehouden.